# Acropyga dodo
Acropyga dodo är en myrart som först beskrevs av Horace Donisthorpe 1946.  Acropyga dodo ingår i släktet Acropyga och familjen myror. Inga underarter finns listade i Catalogue of Life.